# Nhoabe
Nhoabe is een geslacht van vlinders van de familie snuitmotten (Pyralidae), uit de onderfamilie Pyralinae.

## Soorten
- N. albostrigalis Saalmüller, 1879
- N. marionalis Leraut, 2006
- N. millotalis Viette, 1953
- N. minetalis Leraut, 2006
- N. mocquerysalis Viette, 1953
- N. privatalis Viette, 1960
- N. ratovosonalis Leraut, 2006
- N. sambiranoalis Leraut, 2006
- N. viettealis (Marion, 1955)